# Wilberforce Eaves
Wilberforce Vaughan Eaves (Melbourne, 10 dicembre 1867 – Londra, 2 febbraio 1920) è stato un tennista britannico.

## Carriera
Di origini australiane, ottenne i risultati migliori sui campi di Wimbledon. Nel torneo londinese, a partire dal 1895, raggiunse per tre volte consecutive la finale per poter sfidare il campione uscente, ma non riuscì mai a vincere l'incontro decisivo. L'occasione migliore l'ebbe nel 1895 quando, avanti di due set, sbagliò di poco un lob che avrebbe  deciso l'incontro.
Giocò la finale degli U.S. National Championships 1897,  e nel 1908 vinse la medaglia di bronzo alle Olimpiadi di Londra.